# The News Huddlines
The News Huddlines va ser un programa de comèdia radiofònica en esquetxos de BBC Radio 2 protagonitzat per Roy Hudd del que se'n van fer 51 episodis des de 1975 fins 2001. Cada episodi tenia una durada de mitja hora i constava d'esquetxos d'actualitat, cançons i acudits.

## Artistes
El repartiment habitual estava format pels còmics Roy Hudd, June Whitfield, i Chris Emmett. L'anunciant era Richard Clegg, i la música va ser dirigida i interpretada per Peter Moss i The Huddliners, prenent el relleu de The Nic Rowley Quintet.
Hudd i Emmett han estat al programa des de la seva creació i Whitfield es va incorporar al programa el 1984, ocupant el llod d'Alison Steadman, qui alhora havia substituït a la membre del repartiment original Janet Brown.
Per a la gravació del 29 d'octubre de 1975 Roy Hudd era de gira a l'estranger i no va poder realitzar la gravació, de manera que es va demanar a Ray Alan un breu avís per presentar l'espectacle.
L'espectacle es va convertir en la comèdia de més àmplia audiència de la ràdio britànica el 1994 i es va convertir en el segon global més llarg darrere de Week Ending, que va acabar el 1998.

## Guionistes
Al llarg dels anys s'hi van afegir molts i variats guionistes. Una de les funcions del programa era l'objectiu de permetre al públic enviar gags que utilitzaven i donar crèdit a aquells autors al final de l'espectacle. S'esperava que aquesta política ajudés a desenvolupar escriptors sense experiència. Entre els principals col·laboradors hi ha:
- Andy Hamilton
- Terry Ravenscroft
- Laurie Rowley
- David Renwick
- Marc Blakewill
- Terence Dackombe
- Paul Kerensa
- Terry Newman
- Ryan Gough
- Mark Griffiths
- Ged Parsons
- Alan Stafford
- Richard Quick
- Jeremy Browne
- Iain Pattinson
- Sarah J Price
- D. A. Barham
- Julian Dutton
- Malcolm Needs
- Tony Hare
- Peter Hickey
- Colin Gilbert
- Nick R. Thomas
- Paul Plumb

## Història
The News Huddlines es va establir el 1975 com la resposta de Radio 2 al programa d'esquetxos d'actualitat de la BBC Radio 4, Weekly Ending, encara que amb un estil distintiu, la major part del qual va involucrar a l'escenari de la figura personal de l'intèrpret principal Hudd.
Huddlines va acabar el 2001 amb un espectacle especial nadalenc. El gener de 2000 Hudd va acceptar el paper d'Archie Shuttleworth a la llarga telenovel·la d'ITV Coronation Street i va sentir que no podia continuar en ambdós programes alhora.

## Emissió
A partir de novembre de 2018, The News Huddlines va començara repertir-se a BBC Radio 4 Extra, i també es pot trobar a les emissores de ràdio d'Internet, inclòs el ROK British Comedy Channel  (sota el títol ambigu de "Roy Hudd shows").

## Contingut i estil
El material de Huddlines tenia un estil tradicional de comèdia britànica, generalment dirigit a un públic més gran, amb cada gag que acabava en un punxín reconeixible.
Tots els espectacles es basen en una sèrie de "notícies" (generalment còmodes claus en els que penjar un revestiment de major o menor actualitat) i esquetxos sobre esdeveniments de les notícies de la setmana.
Els esquetxos solen ser sobre personatges públics, molts dels quals reapareixen regularment i tenen caracteritzacions distintivament exagerades o fantasioses. Per exemple, Norma Major, l'esposa de l'ex-primer ministre, amb la veu de Whitfield, semblava tenir una estranya semblança amb Eth, el seu personatge a The Glums, un segment molt recordat de la sèrie dels anys cinquanta Take It From Here. Alguns membres de la família reial (una base de Huddlines) tampoc no són copiats de la vida, com ara ls Reina Mare, que era interpretada amb accent cockney.